# Glösa
Glösa är en liten by i Alsens distrikt (Alsens socken) i Krokoms kommun, Jämtlands län.
Glösa ligger vid länsväg 666, mellan Nälden och Alsen. Glösa är mest känt för sina hällristningar, och Glösaristningarna beskrevs första gången i skrift år 1685. Ristningarna föreställer omkring 45 älgar eller andra klövdjur samt även några nätfigurer. Man tror att ristningarna gjordes för ungefär 5000 år sedan. Många "Glösa-älgar" har linjer inslagna i kropparna. I vissa fall kan det tolkas som älgens inre organ.
I närheten av Glösa hällristningar finns en rekonstruktion av en stenåldershydda, Älghallen, med utställningar om hur stenåldersfolket färdades,  Glöshallen, med en utställning om stenåldersfolkets animism, samt en tidslinje med akvareller kring signifikanta händelser som åskådliggör Glösas plats i historien. Hela området kallas numera friluftsmuseet Glösa Älgriket.

## Galleri

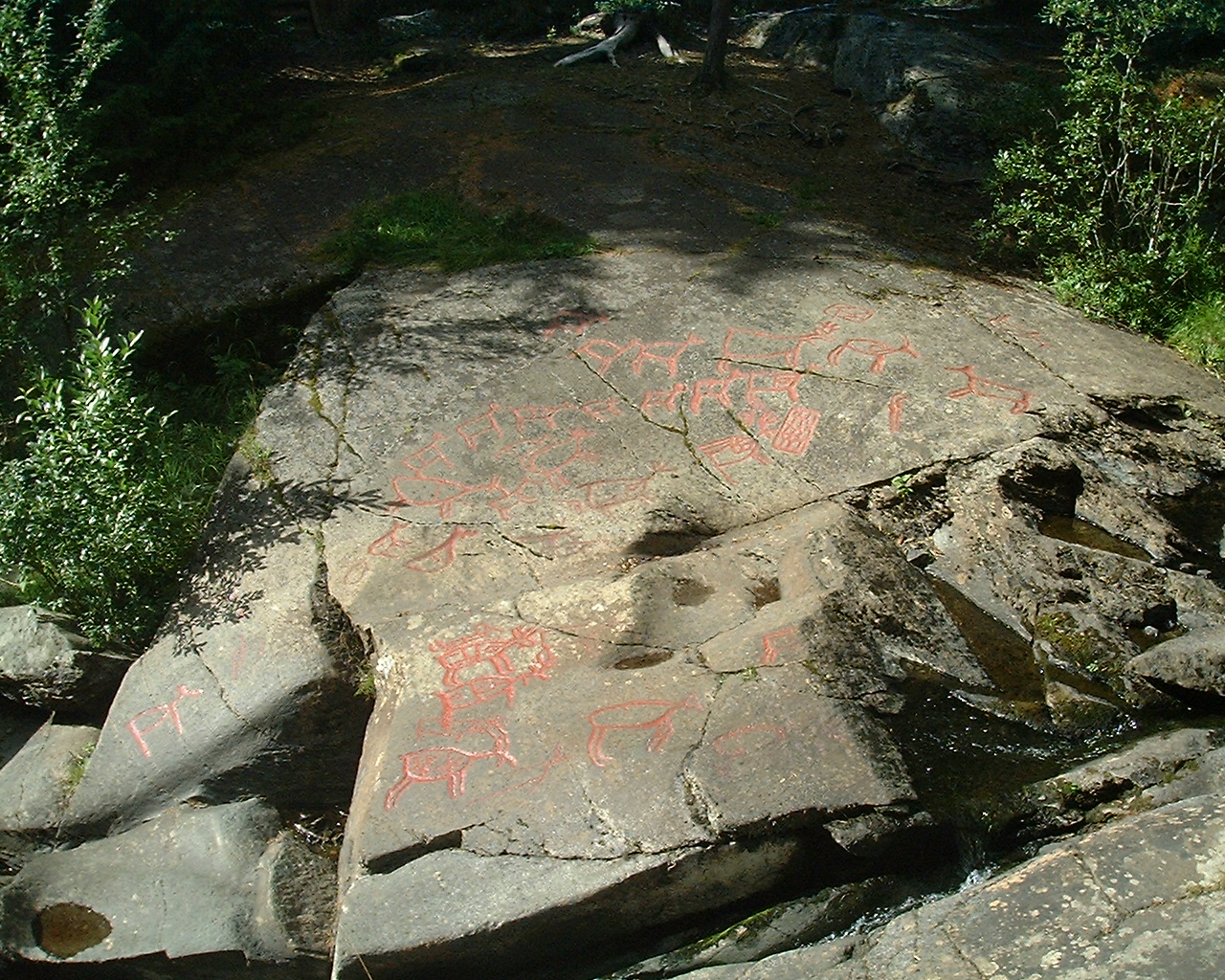
Hällristningarna
En hällristad älg från Glösa finns i Krokoms kommunvapen